# Cavendishova laboratoř

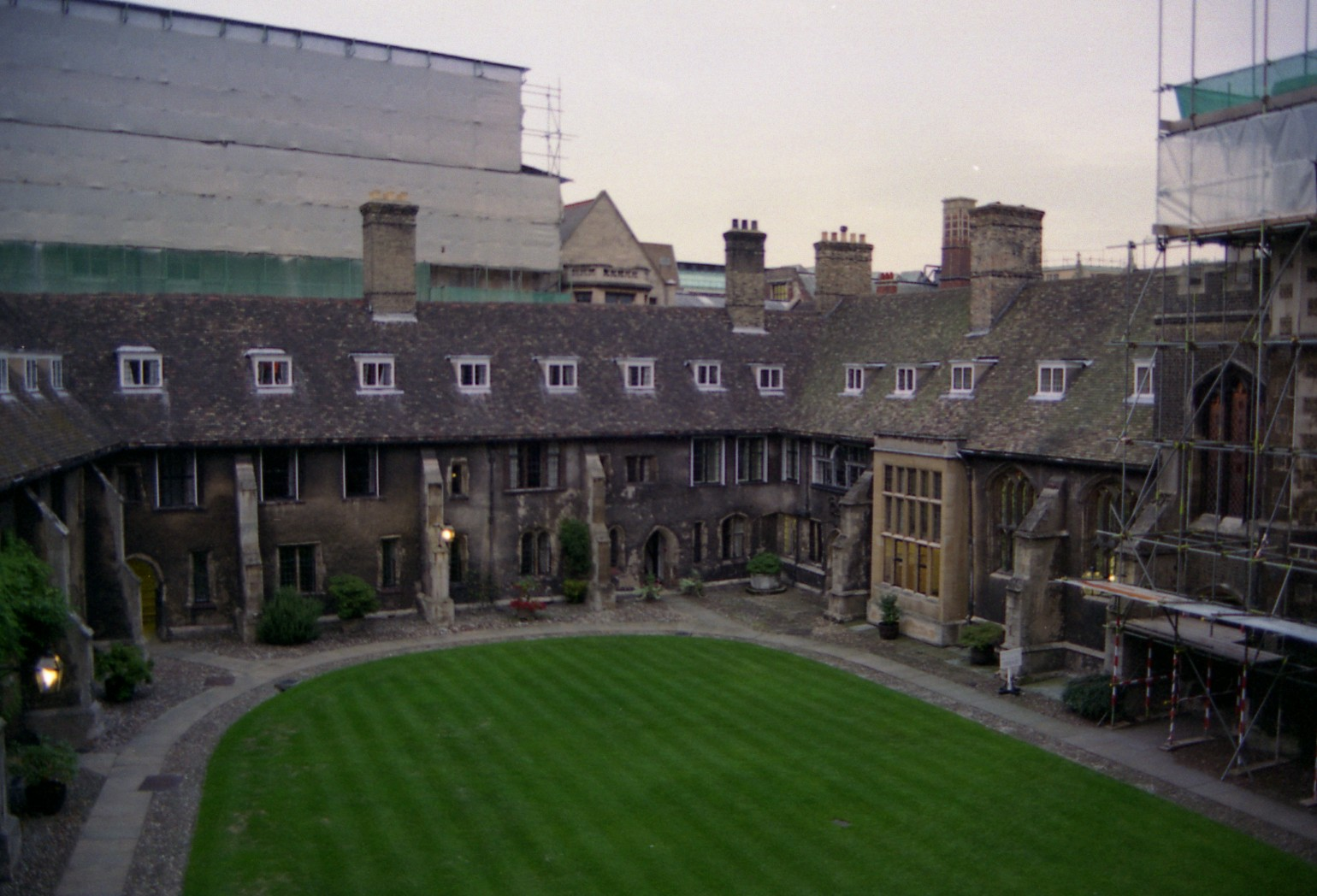
Původní budova Cavendishovy laboratoře

Cavendishova laboratoř byla založena v roce 1873 jako Fyzikální ústav elitní anglické Univerzity v Cambridge. Hlavním důvodem jejího založení byl rychlý rozvoj přírodních věd, pro který bylo třeba zajistit výzkumné a vzdělávací instituce. Laboratoř měla od začátku své existence obrovský vliv na výzkum v oborech fyziky, chemie a biologie.

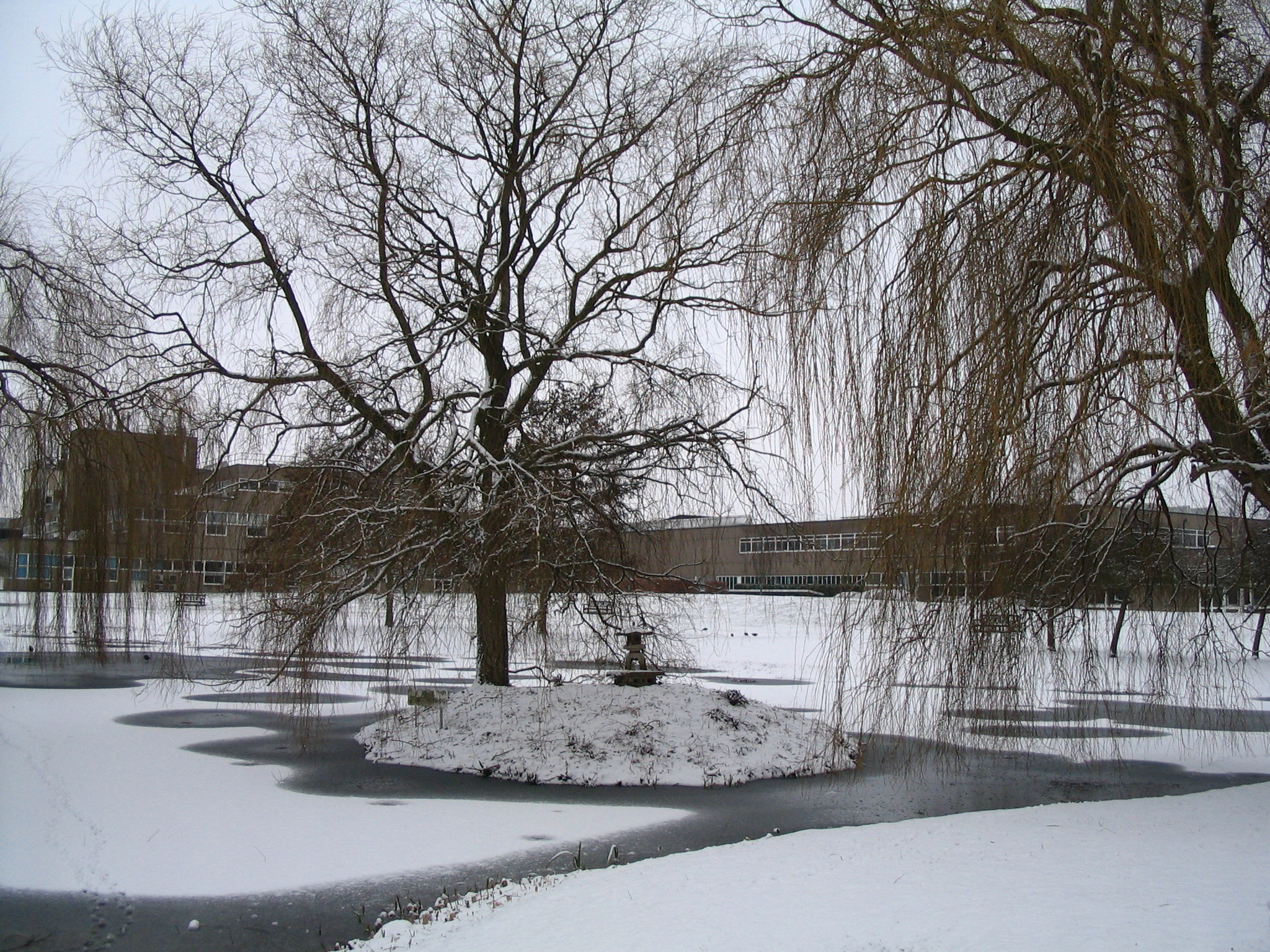
Současná budova Cavendishovy laboratoře

Cavendishova laboratoř se stala průkopníkem v oblastech jako je jaderná fyzika, atomová fyzika, molekulová fyzika a krystalografie, fyzika pevných látek (supravodivost), elektronová mikroskopie a radioastronomie. Mimo jiné se zde v roce 1953 podařilo vykreslit strukturu deoxyribonukleové kyseliny. Vědcům pracujícím v Cavendishově laboratoři bylo dosud uděleno 30 Nobelových cen.

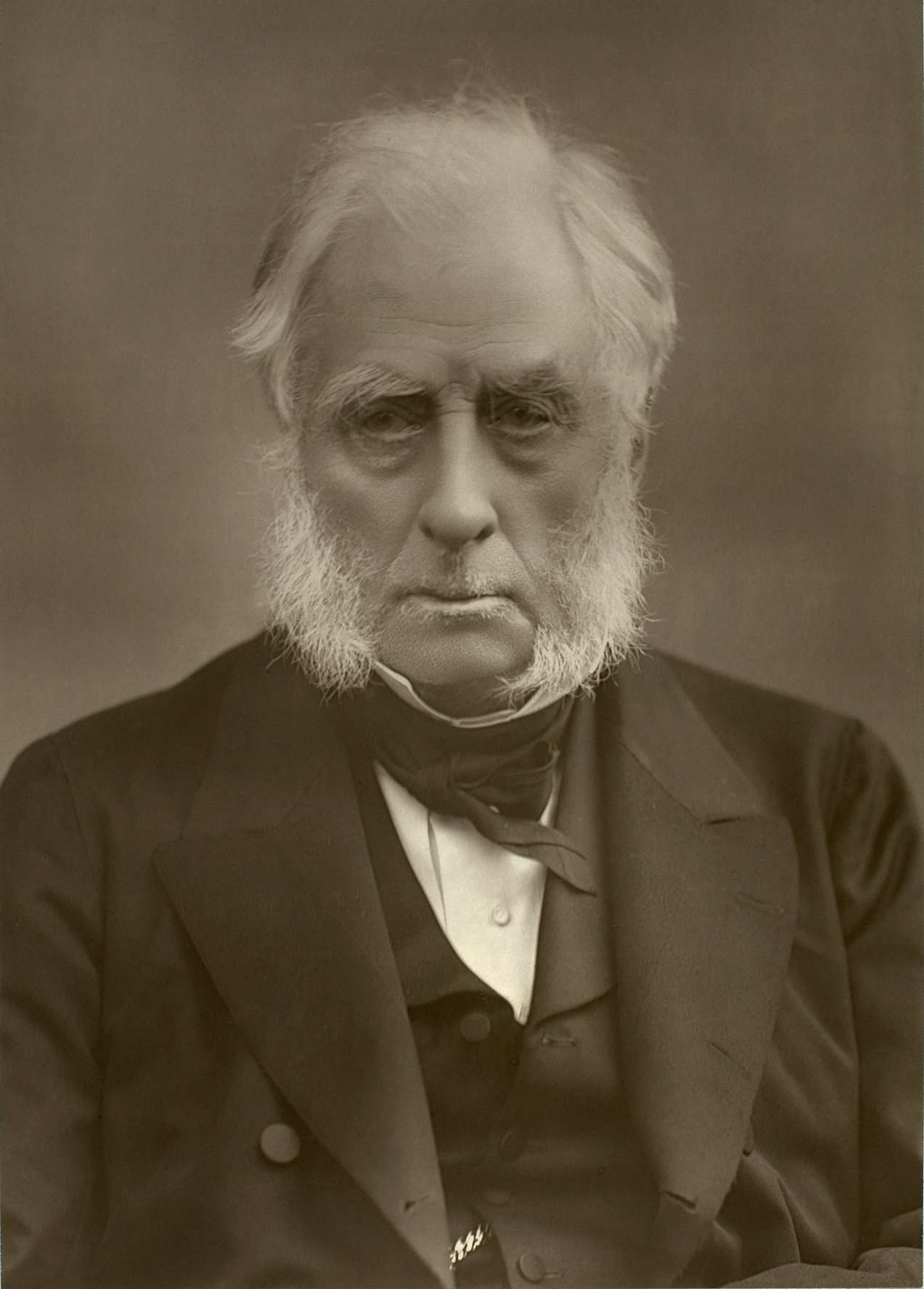
William Cavendish – zakladatel laboratoře

Je pojmenována po svém zakladateli a bývalém kancléři univerzity Williamu Cavendishovi a na památku jeho slavného příbuzného – experimentálního fyzika Henryho Cavendishe. Prvním Cavendishovým profesorem se stal James Clerk Maxwell.

## Historie

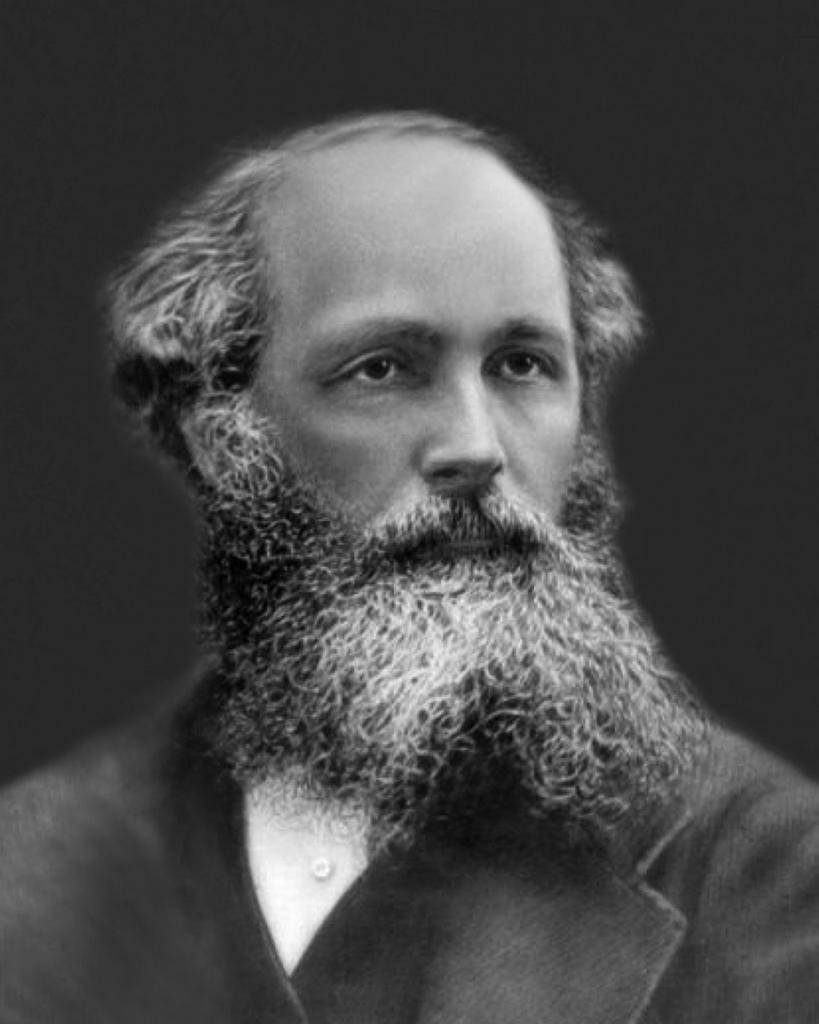
James Clerk Maxwell – první Cavendishovský profesor

Ve druhé polovině 19. století v důsledku rychlého rozvoje industrializace a přírodních věd rostla potřeba univerzitních výzkumných a vzdělávacích institucí v této oblasti. Jednou z prvních univerzit ve Velké Británii, která měla fyzikální laboratoř, byla University of Glasgow (založená William Thomson, 1. baron Kelvin ve 40. letech 19. století). Dvě velké elitní univerzity v Oxford a v Cambridge byly nuceny v 60. letech 19. století podniknout vlastní kroky. Tak byla v roce 1872 založena Clarendonská laboratoř v Oxfordu a o rok později Cavendishova laboratoř v Cambridgi. Prvním Cavendishovým profesorem experimentální fyziky byl jmenován skotský fyzik James Clerk Maxwell.
Zakladatelem a finančníkem byl tehdejší kancléř univerzity William Cavendish (7. vévoda z Devonshiru,1808–1891). Zavázal se k nákladům na vybudování fyzikální laboratoře ve výši 6 300 liber pod podmínkou, že koleje poskytnou finanční prostředky na zřízení katedry experimentální fyziky. Stavba byla zahájena 12. března 1872 na místě Free School Lane. Koncem roku 1873 mohla být zahájena výuka v dokončeném posluchárenském sále a laboratořích pro studenty. Oficiální otevření se konalo 6. června 1874.
Laboratoř byla původně umístěna v centru Cambridge na Free School Lane, ale na počátku 70. let se kvůli omezenému prostoru přestěhovala do West Cambridge.

## Obory výzkumu

### Fyzika
Bylo zde učiněno několik důležitých raných fyzikálních objevů. Byly to objev elektronu Joswephem Johnem Thomsonem (1897), Townsendova výboje Johnem Sealy Townsendem a vývoje mlžné komory Charles Thomson Rees Wilson (1927).
V roce 1919 se stal ředitelem Cavendishovy laboratoře Ernest Rutherford. Pod jeho vedením byl objeven neutron Jamesem Chadwickem v roce 1932 a ve stejném roce byl proveden první experiment s plně kontrolovaným rozštěpením atomového jádra Johnem Cockcroftem a Ernestem Waltonem.

### Fyzikální chemie
Fyzikální chemie (původně katedra koloidních věd vedená Ericem Ridealem) opustila staré Cavendishovo pracoviště. Přestěhovala se jako katedra fyzikální chemie do tehdy nové chemické budovy s katedrou chemie vedenou Lordem Toddem na Lensfield Road. Obě katedry chemie se spojily v roce 1980.

### Jaderná fyzika
Za druhé světové války laboratoř prováděla výzkum pro výbor MAUD, který byl součástí britského projektu Tube Alloys, který se zabýval výzkumem atomové bomby. Mezi výzkumníky patřili Nicholas Kemmer, Alan Nunn May, Anthony French, Samuel Curran a francouzští vědci včetně Lew Kowarski a Hans von Halban.
Několik z nich se v roce 1943 přestěhovalo do Kanady, kde pracovali na jaderných reakcích v Montrealské laboratoři a někteří později v laboratoří Chalk River. Produkce plutonia a neptunia bombardováním uranu-238 neutrony byla předpovězena v roce 1940 dvěma týmy pracujícími nezávisle na sobě: Egonem Bretscherem a Normanem Featherem z Cavendishovy univerzity a Edwinem M. McMillanem a Philipem Abelsonem z Berkeley Radiation Laboratory z Kalifornské univerzity v Berkeley.

### Biologie
Cavendishova laboratoř měla významný vliv na biologii, zejména díky aplikaci rentgenové krystalografie ke studiu struktur biologických molekul. Francis Crick a James Watson učinili průlom v objevu struktury DNA.

## Cavendishovi profesoři fyziky
- 1871–1879 James Clerk Maxwell, jeho nejvýznamnějším objevem je obecný matematický popis elektromagnetického pole dnes známý jako Maxwellovy rovnice.
- 1879–1884 John William Strutt, 3. baron Rayleigh (Nobelova cena za fyziku 1904) za objev argonu a dalších vzácných plynů.
- 1884–1919 Joseph John Thomson (Nobelova cena za fyziku 1906), za objev elektronu
- 1919–1937 Ernest Rutherford (Nobelova cena za chemii 1908), otec atomové fyziky
- 1938–1953 William Lawrence Bragg (Nobelova cena za fyziku 1915), zakladatelem rentgenové strukturní analýzy a rentgenové spektroskopie. Během jeho funkčního období byly založeny katedry molekulární biologie a astrofyziky
- 1954–1971 Nevill Francis Mott (Nobelova cena za fyziku 1977) za výzkum elektrických a magnetických vlastností amorfních polovodičů.
- 1971–1984 Brian Pippard, byl školitelem Briana Davida Josephsona, který v roce 1973 obdržel Nobelovu cenu za fyziku.
- 1984–1995 Samuel Edwards, byla mu udělena Davyho medaile (1984), Boltzmannova medaile Mezinárodní unie pro čistou a aplikovanou fyziku (1995) a Diracova medaile Mezinárodního centra pro teoretickou fyziku (2005).
- 1995–2020 Richard Henry Friend, jeho výzkum se týká fyziky a inženýrství polovodičů na bázi uhlíku.
- od roku 2020 funkce neobsazena

## Cavendishovi nositelé Nobelovy ceny
Vědcům pracujícím v Cavendishově laboratoři bylo dosud uděleno 30 Nobelových cen. Patří mezi ně:
- Charles Glover Barkla (1877–1944) – Nobelova cena za fyziku v roce 1917 za svůj příspěvek ke studiu rentgenového záření, zejména za objev charakteristických čar v atomových spektrech.
- Francis William Aston (1877–1945) – Nobelova cena za chemii v roce 1922 za jeho objevy izotopů velkého množství neradioaktivních prvků, a za formulaci celočíselného pravidla.
- Charles Thomson Rees Wilson (1869–1959) – Nobelova cena za fyziku v roce 1927 za vypracování metody zviditelnění drah elektricky nabitých částic pomocí kondenzovaných par (Wilsonova mlžná komora).
- Arthur Holly Compton (1892–1962) – Nobelova cena za fyziku v roce 1927 společně s Charlesem Thomsonem Reesem Wilsonem za výzkum rozptylu fotonu na volných elektronech.
- Owen Williams Richardson (1879–1959) – Nobelova cena za fyziku v roce 1928 za výzkum tepelné emise, zejména za objev po něm pojmenovaného zákona – Richardsonova-Dushmanova rovnice.
- James Chadwick (1891–1974) – Nobelova cena za fyziku v roce 1935 za objev neutronu.
- George Paget Thomson (1892–1975) – Nobelova cena za fyziku v roce 1937 za experimentální objev rozptylu elektronů na krystalech a za objev vlnových vlastností elektronu.
- Patrick Maynard Stuart Blackett (1897–1974) – Nobelova cena za fyziku v roce 1948 za výzkum kosmického záření.
- Edward Victor Appleton (1892–1965) – Nobelova cena za fyziku v roce 1947 za studium vyšších vrstev atmosféry (Appletonových vrstev) v ionosféře a především za důkaz existence ionosféry.
- John Douglas Cockcroft (1897–1967) – Nobelova cena za fyziku v roce 1951 spolu s E. T. S. Waltonem za objevné práce přeměny atomových jader uměle urychlenými jadernými částicemi.
- Ernest Thomas Sinton Walton (1903–1995) – Nobelova cena za fyziku v roce 1951 spolu s J. D. Cockcroftem za objevné práce přeměny atomových jader uměle urychlenými jadernými částicemi.
- Max Ferdinand Perutz (1914–2002) – Nobelova cena za chemii v roce 1962 spolu s Johnem Kendrewem za výzkumy v oblasti stanovení struktury globulárních bílkovin.
- James Dewey Watson (1928) – Nobelova cena za medicínu v roce 1962 za objasnění molekulární struktury nukleových kyselin (DNA). Objev byl učiněn za pomoci Rosalindy Franklinové. Je jedním z objevitelů struktury molekuly DNA společně s vědci Francis Crick a Maurice Wilkins.
- Francis Crick (1916–2004) – Nobelova cena za medicínu v roce 1962 za objasnění molekulární struktury nukleových kyselin(DNA). Je jedním z objevitelů struktury molekuly DNA společně s vědci James Dewey Watson a Maurice Wilkins.
- John Cowdery Kendrew (1917–1997) – Nobelova cena za chemii společně s Maxem Perutzem v roce 1962 za objev struktury některých proteinů.
- Dorothy Mary Crowfoot Hodgkin (1910–1994) – Nobelova cena za chemii v roce 1964 za určení struktury penicilinu a vitaminu B12. Byla průkopnicí postupů rentgenové krystalografie, metody používané ke stanovení trojrozměrných struktur biomolekul. V roce 1969 dekódovala strukturu inzulínu.
- Brian David Josephson (1940) – Nobelova cena za fyziku v roce 1973 za objev po něm pojmenovaného Josephsonova jevu.
- Martin Ryle (1918–1984) – Nobelova cena za fyziku spolu s Antony Hewishem v roce 1974 za průkopnický výzkum v oblasti rádiové astrofyziky. Zejména za techniku aperturové syntézy.
- Antony Hewish
- Pjotr Leonidovič Kapica (1894–1984) – Nobelova cena za fyziku v roce 1978 za své základní vynálezy a objevy v oblasti fyziky nízkých teplot. O cenu se podělil s Arno Allanem Penziasem a Robertem Woodrowem Wilsonem, kteří ji získali za objev kosmického mikrovlnného pozadí.
- Philip Warren Anderson (1923–2020) – Nobelova cena za fyziku s Nevillem Mottem a Johnem van Vleckem v roce 1977 za objevy v oblasti antiferomagnetismu a vysokoteplotní supravodivosti.
- Allan MacLeod Cormack (1924–1998) – Nobelova cena za fyziologii a medicínu spolu s Godfrey Hounsfieldem v roce 1979 za svou práci na rentgenové počítačové tomografii (CT).